# 1362
Il 1362 (MCCCLXII in numeri romani) è un anno  del XIV secolo.

## Eventi
- 16 aprile - Kaunas viene rasa al suolo dai teutonici.

## Nati
- 16 gennaio - Robert de Vere, duca d'Irlanda, nobile inglese († 1392)
- 15 aprile - Gregorio Dati, mercante e scrittore italiano († 1435)
- 12 luglio - Caterina Visconti, sovrana italiana († 1404)
- Alamanno Adimari, arcivescovo cattolico italiano († 1422)
- Beatrice di Norimberga, nobildonna († 1414)
- Jean de Béthencourt, esploratore francese († 1425)
- Leonardo Cubello, nobile († 1427)
- Marguerite de Thibouville, nobildonna francese († 1419)
- Eberardo III di Württemberg, conte († 1417)
- Eleonora di Trastámara, regina († 1415)
- Pietro Emiliani, politico e vescovo cattolico italiano († 1433)
- Chiara Gambacorti, monaca cristiana italiana († 1420)
- Giovanna di Baviera, nobile tedesca († 1386)
- Giovanni III del Monferrato, marchese († 1381)
- Ricciardo II Guidi di Bagno, condottiero e politico italiano
- Wojciech Jastrzębiec, arcivescovo cattolico polacco († 1436)
- Régnier Pot, nobile († 1432)
- Lorenzo Ridolfi, giurista, politico e diplomatico italiano († 1443)
- Murdoch Stuart, nobile scozzese († 1425)
- Taddeo di Bartolo, pittore italiano († 1422)
- Wang Fu, pittore e calligrafo cinese († 1416)
- Yakub Çelebi, principe ottomano († 1389)
- Domenico di Niccolò, scultore italiano († 1453)

## Morti
- 28 marzo - Nicolás Rosell, cardinale spagnolo (n. 1314)
- 6 aprile - Giacomo I di Borbone-La Marche, conte (n. 1319)
- 25 aprile - Muhammad VI di Granada, sultano (n. 1332)
- 26 maggio - Luigi di Taranto, sovrano italiano (n. 1320)
- 11 luglio - Anna di Świdnica, nobile polacca (n. 1339)
- 22 luglio - Luigi di Durazzo, conte (n. 1324)
- 30 agosto - Guglielmo da Pastrengo, politico e scrittore italiano (n. 1290)
- 7 settembre - Giovanna d'Inghilterra, principessa inglese (n. 1321)
- 12 settembre - Papa Innocenzo VI, papa, vescovo cattolico e cardinale francese (n. 1282)
- 20 settembre - Rinaldo da Villafranca, poeta, grammatico e umanista italiano (n. 1291)
- 1º ottobre - Maria Plantageneta, nobile britannica (n. 1344)
- 14 ottobre - Ugolino Gonzaga, condottiero italiano (n. 1320)
- 29 novembre - Roberto Alidosi, nobile e militare italiano
- 7 dicembre - Bartolomeo Caracciolo, diplomatico e scrittore italiano
- 10 dicembre - Federico d'Asburgo, nobile austriaco (n. 1347)
- Agnolo di Pietro, scultore italiano
- Giovanni Baronzio, pittore italiano
- Pierre Bersuire, umanista, storico e traduttore francese
- Raimondo Bianchi, vescovo cattolico italiano
- Pietro di Borbone-La Marche, nobile francese (n. 1342)
- Giovanni III di Trebisonda, imperatore bizantino (n. 1321)
- Halil Bey, principe ottomano (n. 1347)
- Sebastiano Napodano, giurista italiano (n. 1298)
- Mainardo di Neuhaus, vescovo cattolico austriaco
- Orhan I, sultano ottomano (n. 1281)
- Roman, arcivescovo ortodosso
- Giovanni I Sanudo, duca
- Tommaso II di Savoia, vescovo cattolico italiano (n. 1323)
- Giovanni Scarlatti, arcivescovo cattolico italiano
- Sri Wikrama Wira, principe malese
- Walter Stewart, nobile scozzese (n. 1338)
- Taddea da Rimini, nobile italiana
- Jacopo Talenti, architetto italiano
- Teodoro di Kiev, nobile lituano
- Pietro di Xèrica, nobile spagnolo

## Calendario
| Calendario 1362 | Calendario 1362 | Calendario 1362 | Calendario 1362 | Calendario 1362 | Calendario 1362 | Calendario 1362 | Calendario 1362 | Calendario 1362 | Calendario 1362 | Calendario 1362 | Calendario 1362 | Calendario 1362 | Calendario 1362 | Calendario 1362 | Calendario 1362 | Calendario 1362 | Calendario 1362 | Calendario 1362 | Calendario 1362 | Calendario 1362 | Calendario 1362 | Calendario 1362 | Calendario 1362 | Calendario 1362 | Calendario 1362 | Calendario 1362 | Calendario 1362 | Calendario 1362 | Calendario 1362 | Calendario 1362 | Calendario 1362 | Calendario 1362 |
| --------------- | --------------- | --------------- | --------------- | --------------- | --------------- | --------------- | --------------- | --------------- | --------------- | --------------- | --------------- | --------------- | --------------- | --------------- | --------------- | --------------- | --------------- | --------------- | --------------- | --------------- | --------------- | --------------- | --------------- | --------------- | --------------- | --------------- | --------------- | --------------- | --------------- | --------------- | --------------- | --------------- |
|                 | 1               | 2               | 3               | 4               | 5               | 6               | 7               | 8               | 9               | 10              | 11              | 12              | 13              | 14              | 15              | 16              | 17              | 18              | 19              | 20              | 21              | 22              | 23              | 24              | 25              | 26              | 27              | 28              | 29              | 30              | 31              |                 |
| Gennaio         | Sa              | Do              | Lu              | Ma              | Me              | Gi              | Ve              | Sa              | Do              | Lu              | Ma              | Me              | Gi              | Ve              | Sa              | Do              | Lu              | Ma              | Me              | Gi              | Ve              | Sa              | Do              | Lu              | Ma              | Me              | Gi              | Ve              | Sa              | Do              | Lu              |                 |
| Febbraio        | Ma              | Me              | Gi              | Ve              | Sa              | Do              | Lu              | Ma              | Me              | Gi              | Ve              | Sa              | Do              | Lu              | Ma              | Me              | Gi              | Ve              | Sa              | Do              | Lu              | Ma              | Me              | Gi              | Ve              | Sa              | Do              | Lu              |                 |                 |                 |                 |
| Marzo           | Ma              | Me              | Gi              | Ve              | Sa              | Do              | Lu              | Ma              | Me              | Gi              | Ve              | Sa              | Do              | Lu              | Ma              | Me              | Gi              | Ve              | Sa              | Do              | Lu              | Ma              | Me              | Gi              | Ve              | Sa              | Do              | Lu              | Ma              | Me              | Gi              |                 |
| Aprile          | Ve              | Sa              | Do              | Lu              | Ma              | Me              | Gi              | Ve              | Sa              | Do              | Lu              | Ma              | Me              | Gi              | Ve              | Sa              | Do              | Lu              | Ma              | Me              | Gi              | Ve              | Sa              | Do              | Lu              | Ma              | Me              | Gi              | Ve              | Sa              |                 |                 |
| Maggio          | Do              | Lu              | Ma              | Me              | Gi              | Ve              | Sa              | Do              | Lu              | Ma              | Me              | Gi              | Ve              | Sa              | Do              | Lu              | Ma              | Me              | Gi              | Ve              | Sa              | Do              | Lu              | Ma              | Me              | Gi              | Ve              | Sa              | Do              | Lu              | Ma              |                 |
| Giugno          | Me              | Gi              | Ve              | Sa              | Do              | Lu              | Ma              | Me              | Gi              | Ve              | Sa              | Do              | Lu              | Ma              | Me              | Gi              | Ve              | Sa              | Do              | Lu              | Ma              | Me              | Gi              | Ve              | Sa              | Do              | Lu              | Ma              | Me              | Gi              |                 |                 |
| Luglio          | Ve              | Sa              | Do              | Lu              | Ma              | Me              | Gi              | Ve              | Sa              | Do              | Lu              | Ma              | Me              | Gi              | Ve              | Sa              | Do              | Lu              | Ma              | Me              | Gi              | Ve              | Sa              | Do              | Lu              | Ma              | Me              | Gi              | Ve              | Sa              | Do              |                 |
| Agosto          | Lu              | Ma              | Me              | Gi              | Ve              | Sa              | Do              | Lu              | Ma              | Me              | Gi              | Ve              | Sa              | Do              | Lu              | Ma              | Me              | Gi              | Ve              | Sa              | Do              | Lu              | Ma              | Me              | Gi              | Ve              | Sa              | Do              | Lu              | Ma              | Me              |                 |
| Settembre       | Gi              | Ve              | Sa              | Do              | Lu              | Ma              | Me              | Gi              | Ve              | Sa              | Do              | Lu              | Ma              | Me              | Gi              | Ve              | Sa              | Do              | Lu              | Ma              | Me              | Gi              | Ve              | Sa              | Do              | Lu              | Ma              | Me              | Gi              | Ve              |                 |                 |
| Ottobre         | Sa              | Do              | Lu              | Ma              | Me              | Gi              | Ve              | Sa              | Do              | Lu              | Ma              | Me              | Gi              | Ve              | Sa              | Do              | Lu              | Ma              | Me              | Gi              | Ve              | Sa              | Do              | Lu              | Ma              | Me              | Gi              | Ve              | Sa              | Do              | Lu              |                 |
| Novembre        | Ma              | Me              | Gi              | Ve              | Sa              | Do              | Lu              | Ma              | Me              | Gi              | Ve              | Sa              | Do              | Lu              | Ma              | Me              | Gi              | Ve              | Sa              | Do              | Lu              | Ma              | Me              | Gi              | Ve              | Sa              | Do              | Lu              | Ma              | Me              |                 |                 |
| Dicembre        | Gi              | Ve              | Sa              | Do              | Lu              | Ma              | Me              | Gi              | Ve              | Sa              | Do              | Lu              | Ma              | Me              | Gi              | Ve              | Sa              | Do              | Lu              | Ma              | Me              | Gi              | Ve              | Sa              | Do              | Lu              | Ma              | Me              | Gi              | Ve              | Sa              |                 |